# Mahō no Mako-chan
Mahō no Mako-chan (魔法のマコちゃん Mahou no Mako chan?, lit. Magical Mako) es un anime japonés por Toei Animation. La historia está basada en el cuento de Hans Christian Andersen, La Sirenita. La serie ha sido traducida en varios idiomas incluyendo el francés, español e italiano. La serie también es conocida como Mako the Mermaid, Mako-chan’s Magic, y Magical Mako-chan.
Maho no Mako-chan salió al aire en 1970 por Nippon Educational Television (NET) que ahora es TV Asahi.

## Argumento
Mako (su nombre es a veces romanizado a "Maco" o "Makko", y es cambiado a "Ginny" en la versión italiana) es una sirena y la hija más pequeña del Rey Dragón. Ella suspira por el mundo de los humanos a pesar de estar prohibido por su padre. Una noche tormentosa, Mako salva a un chico humano de un barco naufragado y se enamora de él. Mako hace un trato con la Bruja del Mar y se transforma en una chica humana de secundaria con la condición de que nunca volverá a ser una sirena, con el pendiente mágico llamado "Lágrima de la Sirena". Mako conoce mucha gente y experimenta muchas cosas mientras ella aprende qué significa ser humano, todo mientras espera por el día que pueda volverse a encontrar con el chico que rescató.
A diferencia de la historia original de La Sirenita, en esta adaptación (creada por el equipo de Toei y con Masaki Tsuji como guionista principal), la sirena sigue siendo capaz de hablar aunque esté en forma humana, y ésta adaptación la historia no termina en la tragedia como lo hizo en la obra original. Toei hizo una adaptación más fiel de la historia como una película en 1975, que utiliza a algunos de los empleados, incluyendo al animador Shingo Araki.

## Personajes
Mako (マコ)
 Seiyū: Kazuko Sugiyama
Banchou (番町 Bancho)
 Seiyū: Hiroshi Ohtake
Haruko
 Seiyū: Sachiko Chijimatsu
Jiro (次郎)
 Seiyū: Keiko Tomochika
Senkichi
 Seiyū: Akira Kamiya
Taro (太郎)
 Seiyū: Yuuko Maruyama
Tomiko
 Seiyū: Kazuko Makino
Mama (ママ)
 Seiyū: Michiko Hirai
Papa (パパ)
 Seiyū: Isao Yatsu

## Música
Las partituras y la letra de Mahō no Mako-chan fueron creadas por Takeo Watanabe e interpretadas por Mitsuko Horie. Algunas de las partituras fueron reutilizadas más tarde en la serie de Toei, incluyendo Majokko Megu-chan y Genshi Shonen Ryu.

### Temas Musicales

#### Opening
"Mahō no Mako-chan" por Mitsuko Horie

#### Ending
"BOKU wa MAKO ni tsuite yuku" por Mitsuko Horie